# Тітово (село, Пачелмський район)
Тіто́во (рос. Титово) — село у складі Пачелмського району Пензенської області, Росія.
Населення — 56 осіб (2010; 98 у 2002).
Національний склад станом на 2002 рік:
- росіяни — 100 %